# Ro, Ferrara
Đừng nhầm với Rho, Italia, gần Milano.
Ro là một đô thị ở tỉnh Ferrara, vùng Emilia-Romagna của Italia, nằm ở vị trí cách khoảng 60 km về phía đông bắc của Bologna và khoảng 15 km về phía đông bắc của Ferrara. Tại thời điểm ngày 31 tháng 12 năm 2004, đô thị này có dân số là 3.663 người và diện tích là 43 km².
Đô thị Ro có các frazioni (các đơn vị cấp dưới, chủ yếu là các làng) Alberone, Guarda, Ruina, và Zocca.
Ro giáp các đô thị: Berra, Canaro, Copparo, Crespino, Ferrara, Guarda Veneta, Polesella.